# Вольтижировка

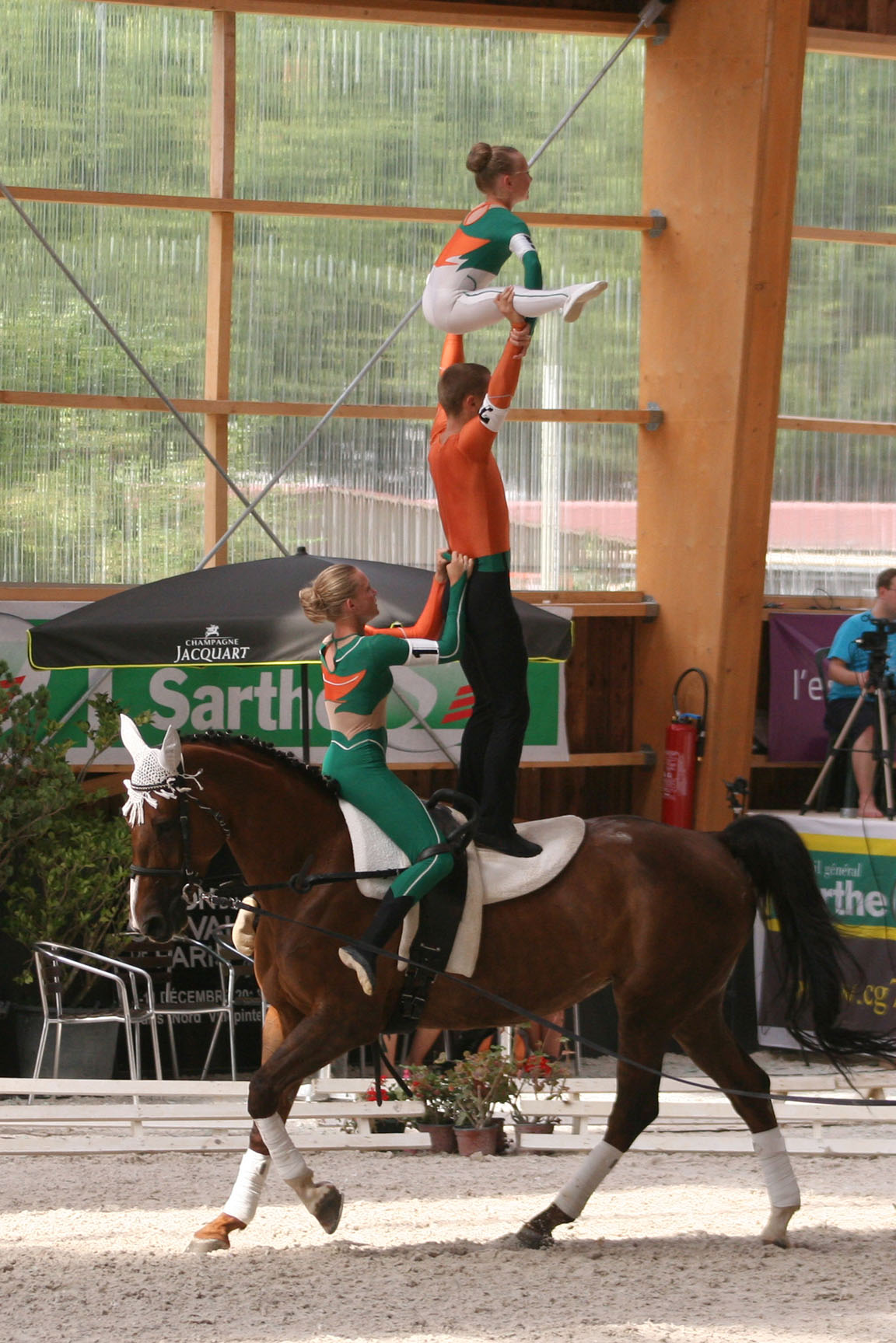
Произвольная программа Юниорская сборной России в групповом зачёте в 2011 году

Вольтижиро́вка (от фр. voltiger — порхать, летать) — дисциплина конного спорта, в которой спортсмены, пара или группа спортсменов выполняет программы, состоящие из гимнастических и акробатических упражнений на лошади, движущейся по кругу шагом или галопом. Является одной из десяти дисциплин конного спорта, признанных Международной федерацией конного спорта. Дисциплина весьма популярна в США и Европе, а частности в Германии и Швейцарии.
Спортсмен, занимающийся вольтижировкой, называется вольтижёром. Движением лошади управляет находящийся в центре круга лонжер.

## История
Истоки акробатических и танцевальных представлений, исполняемых на движущейся лошади, восходят к глубокой древности. Согласно некоторым данным, появление вольтижировки можно проследить до древнеримских игр, куда входили упражнения на галопирующей лошади. По другой версии, она развилась из циркового искусства по аналогии с джигитовкой.
Современное название конного спорта восходит к эпохе Возрождения и происходит от французского слова «la voltiger» (порхать, летать). В то время подобные прыжки были частью конной тренировки и упражнениями на ловкость, которые практиковали дворяне и рыцари. Европейские берейторы XVIII века начали первыми соединять вольтижировку всадника с прыжком лошади через препятствие. В начале XIX века в французской армии были специальные подразделения вольтижеров, одной из основных задач которых была нейтрализация кавалерии неприятеля. Например, они на полном скаку запрыгивали на лошадей противника и выбивали всадников из седел.
В гвардейской и армейской кавалерии России и РККА обучение вольтижировке начиналось с прыжков на лошадь без оружия, которая была осёдлана специальным вольтижировочным седлом, плоским, без лук, но с особыми ручками на передней и задней части седла. Упражнения производили на вольту, при чём лошадь ходила на корде, которую держал учитель или его помощник. По усвоении военнослужащим прыжков на вольтижировочном седле, переходили к прыжкам на строевом седле сначала без оружия, затем с шашкой и, наконец, с винтовкой.
Как художественная верховая езда в 1920 году вольтижировка вошла в программу Олимпийских игр, но в дальнейшем олимпийским видом так и не стала. Она продолжила активно развиваться, в частности, в послевоенной Германии как один из способов подготовки детей к другим видам конного спорта. Вскоре в стране были разработаны правила соревнований по вольтижировке, а в 1963 году впервые прошел командный чемпионат Германии. Первый неофициальный международный турнир, в котором участвовали шесть стран, состоялся в Констанце в 1976 году. Тем не менее, вольтижировка не была признана официальным видом спорта Международной федерации конного спорта (FEI) до 15 декабря 1981 года. В 1983 году вступили в силу первые международные правила FEI, основанные на ранее составленных в Германии. Первый чемпионат Европы прошел в 1984 году в австрийском Эбрайхсдорфе, а первый чемпионат мира был проведен в 1986 году в Бюле, Швейцария. Вольтижировка была включена во Всемирные конные игры в Стокгольме в 1990 году, а также появилась на Олимпийских играх в Лос-Анджелесе (1984) и Атланте (1996), но только в качестве показательных соревнований. Первые соревнования Кубка мира по вольтижировке прошли в Лейпциге 29-30 апреля 2011 года
В Россию эта дисциплина пришла в начале 2000-х годов, где в настоящее время спортсмены соревнуются на региональных соревнованиях, чемпионате и Кубке страны. В 2004—2006 годах российские спортсмены стали впервые выезжать на международные соревнования. Рекордсменом по количеству наград на чемпионатах мира по вольтижировке на сегодняшний день является Германия.

## Соревнования
Вольтижировка является одной из 7 основных дисциплин Международной федерации конного спорта. Чемпионаты мира и континентов по вольтижировка проводятся раз в два года, Всемирные конные игры — раз в четыре года. В соревнованиях по вольтижировке спортсмены соревнуются индивидуально, парами и группами от 4 до 7 человек. В индивидуальных соревнованиях мужские и женские зачеты разделены, а в парных и групповых соревнованиях допускается смешанный состав.
Соревнования проводятся на арене, имеющей минимальный размер 20×25 метра. Выступление оценивается 4 — 8 судьями, которые располагаются по окружности арены. В ходе программы лошадь шагает или идёт рысью по кругу с минимальным диаметром 15 метров. Спортсмены более высокого уровня могут выполнять все элементы на галопе. В амуницию лошади на соревновательной арене входят уздечка с гладким трензелем, развязки, вольтижировочная гурта с амортизатором (поролоном) и подпругой, корда, бич и пад. Экипировка спортсменов представляет собой эластичный облегающий тело костюм без декоративных аксессуаров и обувь с мягкой подошвой. Возраст лошади, участвующей в соревнованиях международного уровня должен быть не менее 7 лет. Для участия в национальных турнирах допускаются и более молодые лошади.
Как правило, соревнования по вольтижировке состоят из двух раундов с отбором во второй финальный раунд лучших участников по итогам первого. Соревнования включают в себя обязательную и произвольную программы, которые выполняются под индивидуальную музыкальную фонограмму. В индивидуальных соревнованиях высшего уровня, кроме обязательной и произвольной, исполняется также техническая программа. В обязательную программу входят несколько стандартных упражнений, каждое из которых оценивается судьями по 10-балльной шкале (от 0 до 10). Эти оценки суммируются, после чего к сумме прибавляется оценка лошади (качество движений, послушание, работа кордовой) и из полученной суммы вычисляется среднее арифметическое. Произвольная программа формируется каждым спортсменом, парой или группой самостоятельно. В произвольной программе отдельно оцениваются техника, которая включает в себя оценку сложности и исполнения, артистизм и лошадь. Техническая программа также является индивидуальной для каждого спортсмена, но должна содержать пять обязательных технических элементов, за которые вольтижёр получает оценки по 10-балльной шкале (от 0 до 10).
На международном уровне соревнования проводятся в трёх возрастных категориях (взрослые, подростки, дети) и по четырём уровням сложности:
- 4* взрослые (чемпионаты мира и континентальные чемпионаты)
- 3* взрослые
- 2* взрослые, подростки, дети
- 1* взрослые, подростки, дети

На национальном уровне количество категорий, как правило, больше. В Российской Федерации соревнования проводятся в четырёх возрастных категориях:
- CVN — competition vaulting national — национальные соревнования по вольтижировке среди взрослых.
- CVNJ — competition vaulting national juniors — национальные соревнования по вольтижировке среди подростков.
- CVNCh — competition vaulting national children — национальные соревнования по вольтижировке среди детей старшей группы.
- CVNK — competition vaulting national kids — национальные соревнования по вольтижировке среди детей младшей группы[18].

## Перечень обязательных упражнений
В обязательной программе вольтижеры должны показать перечень обязательных упражнений в определённой последовательности и под определённый счёт. Один счёт приравнивается к одной секунде на неподвижной лошади, к одной постановке передней ноги лошади на шагу, к одному темпу галопа. За каждую программу выставляется 4 оценки, имеющие одинаковую ценность, в соответствии со специальными требованиями программы. Статическая часть упражнений должна быть зафиксирована на 4 счёта. 

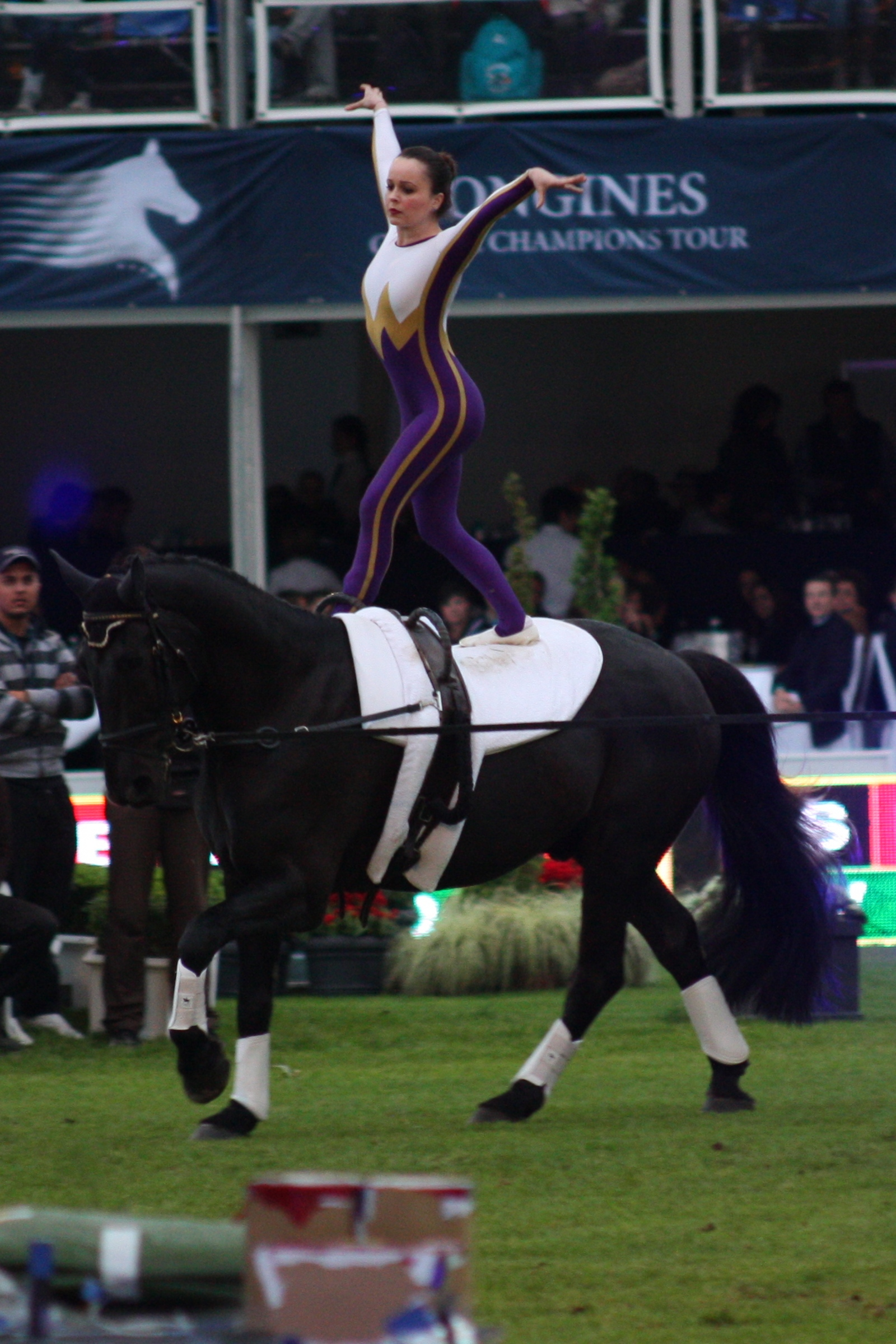
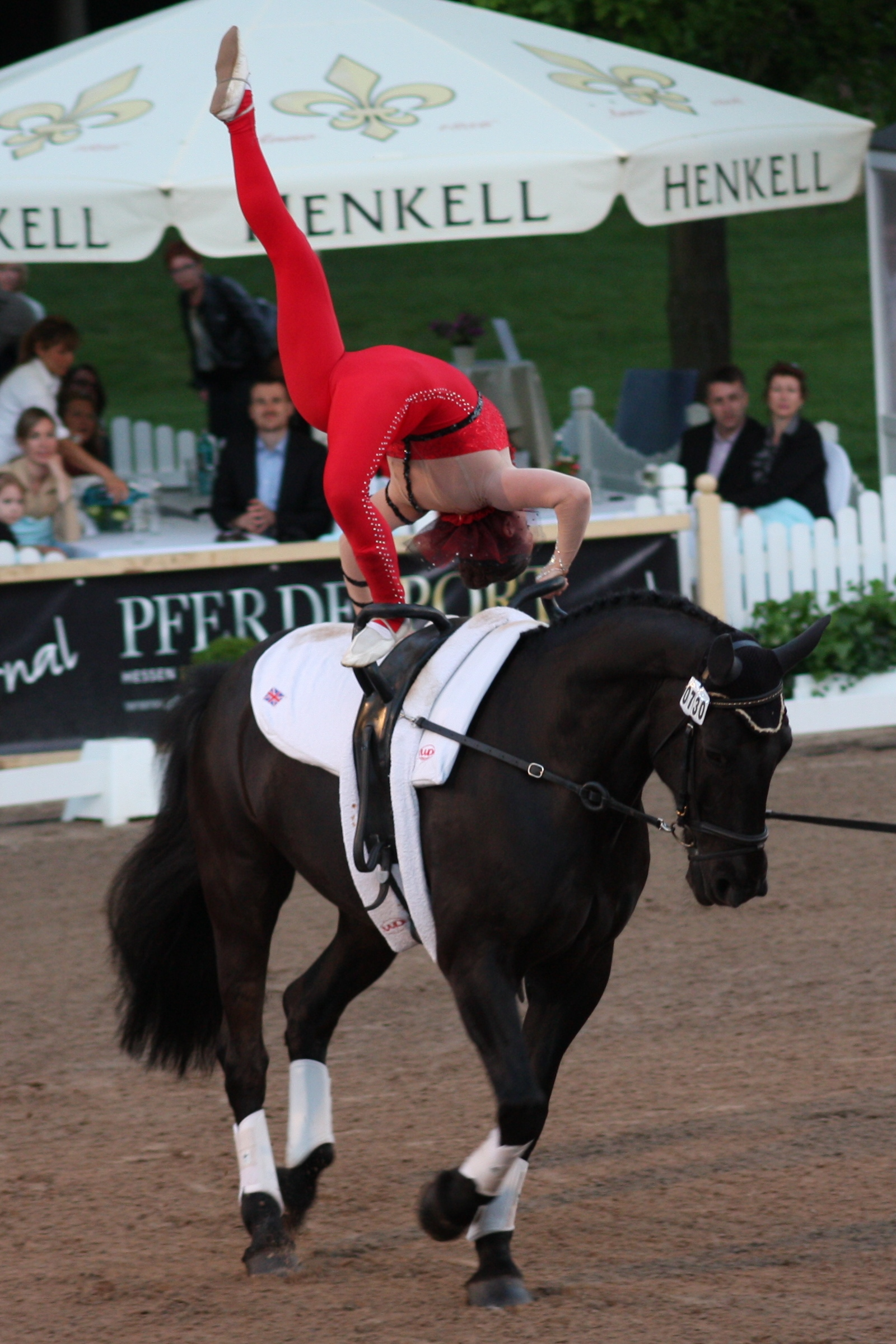
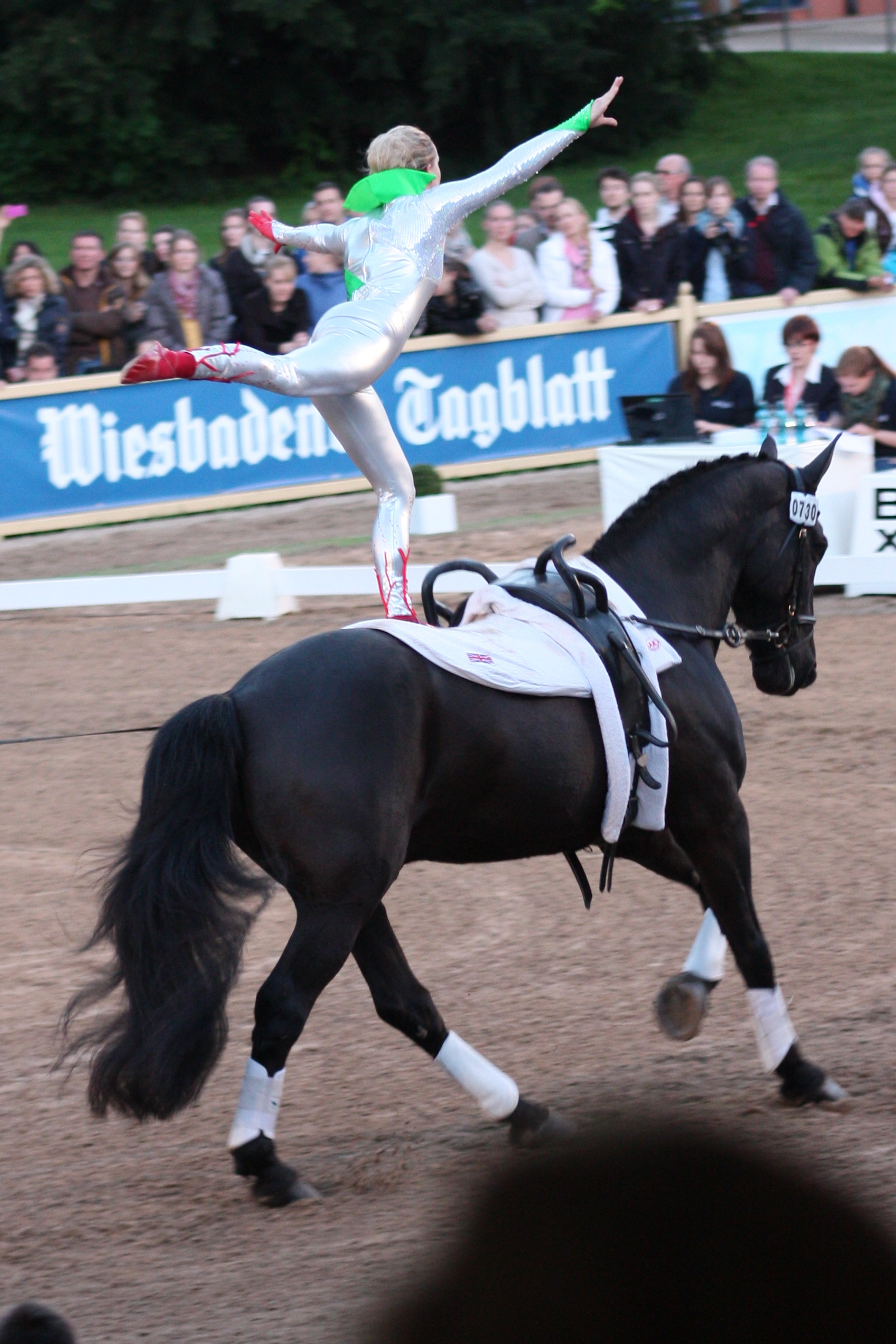
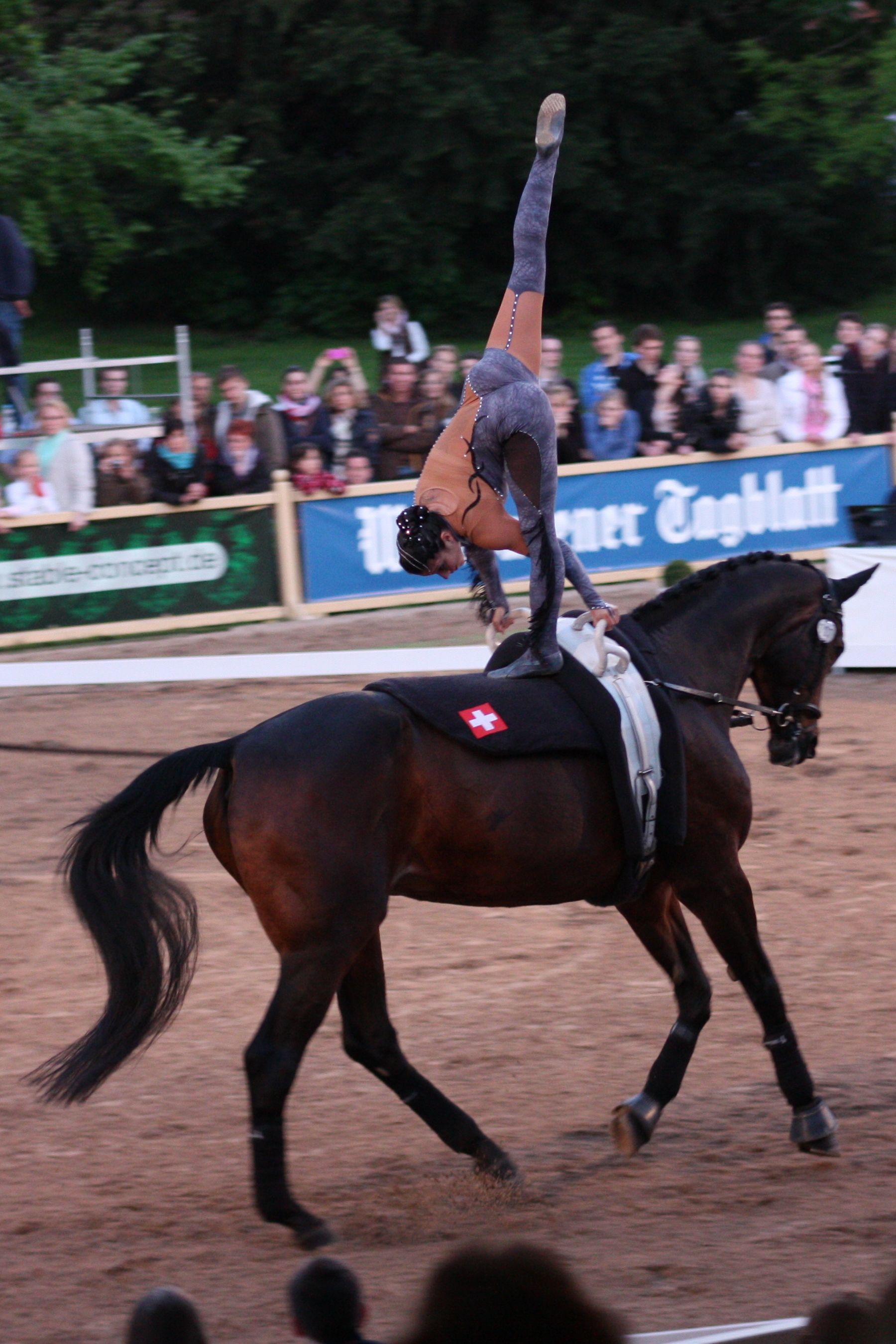
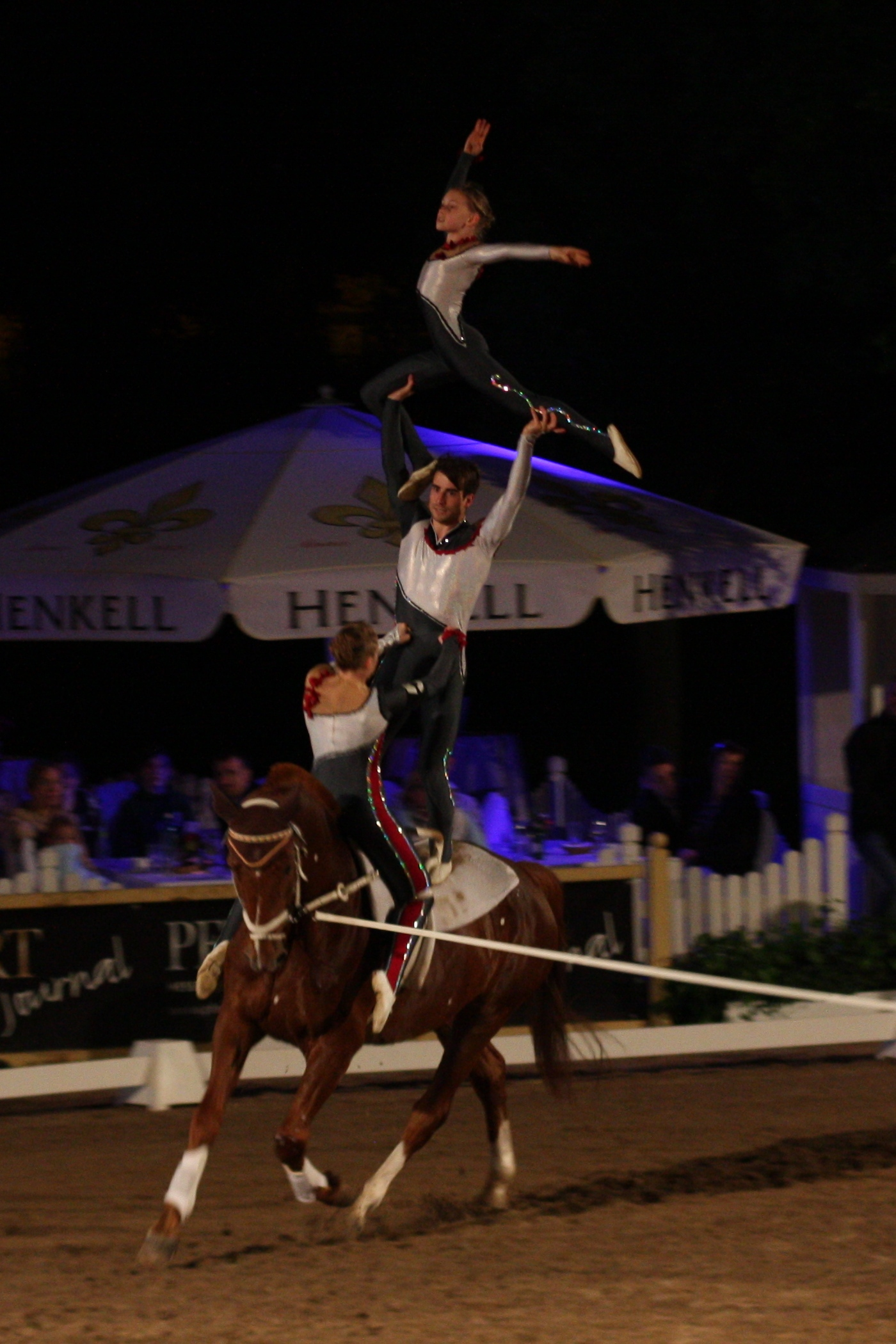
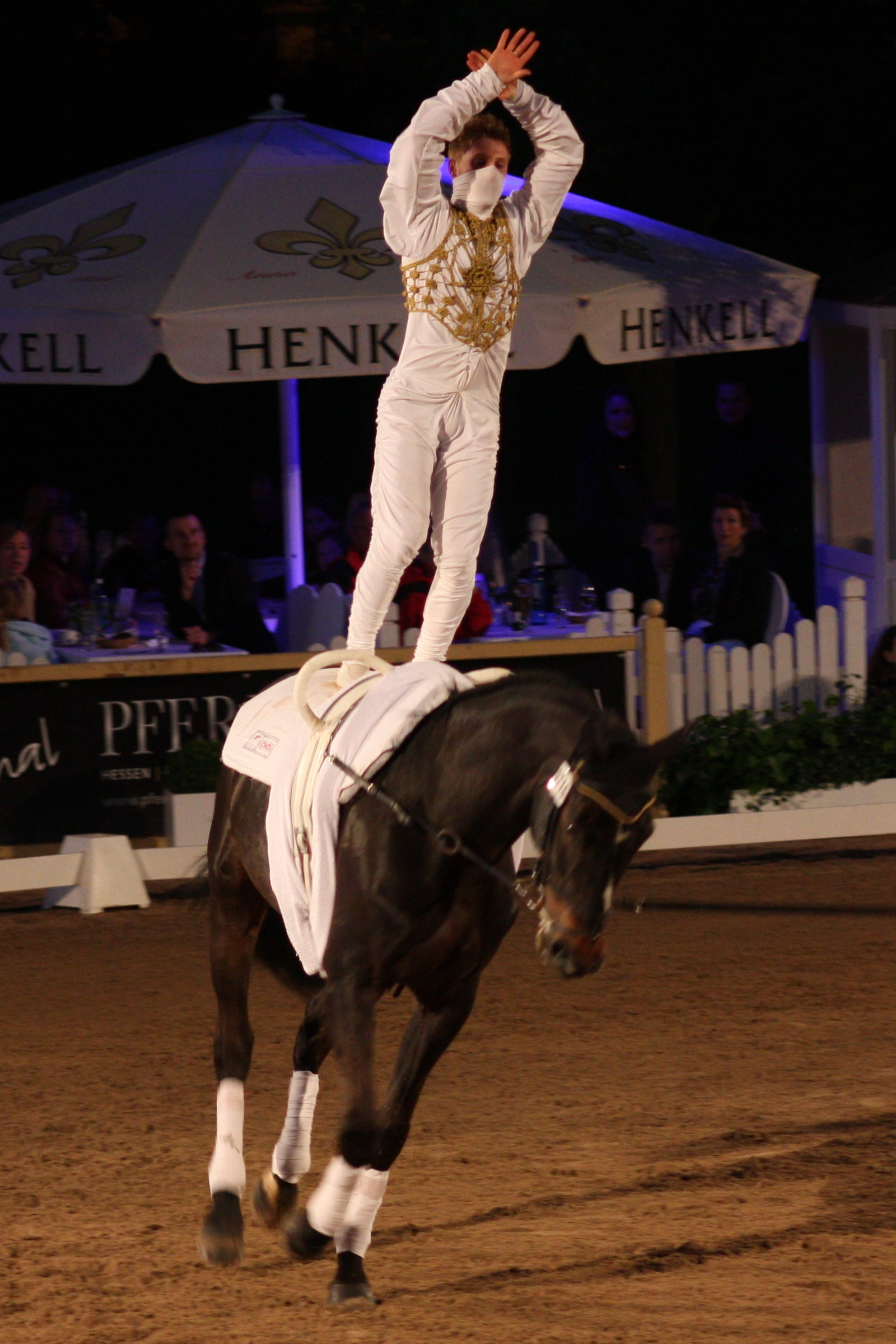

| Название       | Описание |
| -------------- | --- |
| Заскок         | После отталкивания от земли обеими ногами, выпрямленная правая нога немедленно начинает мах вверх так высоко, как только возможно, при этом левая нога выпрямлена, вытянута и направлена вниз. Плечи и бёдра вольтижёра параллельны оси плеч лошади. После достижения наивысшей точки, правая нога опускается вниз (не теряя натянутости), вольтижёр мягко и плавно опускается на лошадь по центру в сед лицом вперёд, туловище принимает вертикальное положение. |
| Базовый сед    | Выполняется сидя верхом, ноги опущены вниз. Вольтижер вытягивает руки и разводит по кратчайшей траектории в стороны до положения, когда кончики пальцев находятся на уровне глаз. Ладони направлены вниз в течение выполнения всего упражнения. Спина должна оставаться эластичной и расслабленной. После завершения статической части упражнения, спортсмен по кратчайшей траектории берётся за ручки гурты двумя руками одновременно.                           |
| Мельница       | Из положения седа лицом вперёд спортсмен совершает полный поворот вокруг своей оси на спине лошади за четыре равные по времени фазы. Каждая нога вытянута и переносится через лошадь по высокой, широкой дуге. Вторая нога остаётся, голова и корпус поворачиваются одновременно с ногой при каждом переносе. Упражнение состоит из 4 фаз, выполняемых на 4 счёта.                                                                                                |
| Ласточка       | Из седа лицом вперед спортсмен выходит непрерывным движением на голени, ставя обе ноги одновременно по диагонали относительно спины лошади. Колено левой ноги находится на левой части спины лошади, а носок — на правой. Правая нога и левая рука одновременно без прерывания движения поднимаются на уровень горизонтальной линии выше плеча и таза. Должна получаться равномерная дуга, проходящая через тело вольтижёра от пальцев руки до носка ноги.        |
| Стойка         | Из седа лицом вперёд вольтижёр выходит в положение «скамейка» и незамедлительно прыжком с голени переходит мягко одновременно на обе ступни. Одновременно отпуская ручки, вольтижёр поднимается в положение стойки. Руки вытягиваются и разводятся в стороны до положения на уровне глаз. После завершения статической части упражнения руки опускаются вдоль тела, вольтижёр плавно скользит с прямыми ногами в сед лицом вперёд.                                |
| Ножницы вперед | Движение в упражнении «ножницы» — это вращение вокруг вертикальной оси тела с одновременным махом обеими ногами. Из положения седа лицом вперёд натянутые ноги делают мах вверх для выхода практически в стойку на руках. Не прерывая этого движения, таз поворачивается влево на четверть оборот, завершая движение мягкой и плавной посадкой в сед лицом назад.                                                                                                 |
| Ножницы назад  | Из седа лицом назад спортсмен делает мах вверх вытянутыми ногами, достигая одновременно бёдрами и ступнями максимальной высоты. Без прерывания в движении бёдра поворачиваются направо, чтобы ноги сместились относительно друг друга и пересеклись в точке максимального подъёма. Ноги вольтижёра описывают высокую дугу. Упражнение завершается мягким приземлением в сед лицом вперед.                                                                         |

## В системе реабилитации
Вольтижировка используется как метод вспомогательного лечения и реабилитации людей с ограниченными возможностями здоровья, в частности с нарушениями опорно-двигательного аппарата и некоторыми ментальными нарушениями. В данном случае она применяется по правилам обычной спортивной вольтижировки, но с адаптацией под особенности нарушения здоровья.
В большинстве случаев используется инклюзивная адаптивная вольтижировка, где в паре спортсменов только один имеет ограничения по здоровью. Для людей с нарушениями опорно-двигательного аппарата проводятся занятия с выполнением акробатических трюков непосредственно находясь верхом на лошади для развития координации движений, преодоления страха и выработке правильных моторных стереотипы. На занятиях по развивающей верховой езде для детей с расстройством аутического спектра, интеллектуальными нарушениями и легкими формами детского церебрального паралича используется корригирующая вольтижировка, когда коновод становится ведущим лошади на корде, а инструктор продолжает идти рядом с всадником. На данных занятиях подбираются вольтижировочные фигуры и упражнения, способствующие развитию определённых групп мышц, исходя из особенностей здоровья всадника. Применение вольтижировки также даёт положительный результат в снижении уровня тревожности, повышении самооценки, развитии вербальной, зрительной и тактильной коммуникации.
Такая вольтижировка относится к адаптивным видам конного спорта, соревнования по которым организуют конно-спортивные клубы или общественные организации по своей инициативе.

## В искусстве
- Вольтижировка — фильм 1895 года, длительностью 46 секунд, один из первых фильмов, снятый изобретателями «синематографа» братьями Люмьер, посвящен обучению кавалериста-новобранца основам вольтижировки.